# UiS Stavanger
UiS Stavanger – żeński klub piłki siatkowej z Norwegii. Swoją siedzibę ma w Stavanger. Został założony w 2009 roku.

## Sukcesy
- Mistrzostwa Norwegii:
  -  2010